# Lonchorhina inusitata
Lonchorhina inusitata là một loài động vật có vú trong họ Dơi mũi lá, bộ Dơi. Loài này được Handley & Ochoa miêu tả năm 1997.